# Jonathan Silva (football)
Pour les articles homonymes, voir Jonathan et Silva.
Jonathan Cristian Silva, né le 29 juin 1994 à La Plata (Argentine), est un footballeur international argentin. Il évolue au poste d'arrière gauche à Johor Darul Ta'zim.

## Biographie

### En club
Le 9 août 2014, il connaît la consécration en étant officiellement présenté comme recrue du Sporting Clube de Portugal en vue de la saison 2014-2015. Il signe un contrat de cinq ans, et le montant de sa clause de départ est fixée à 45 millions d'euros. Il est convoqué pour la première fois pour la rencontre de championnat contre Arouca le 23 août 2014, mais il n'entre pas en jeu. Quelques jours plus tard, le 27 août 2014, le Sporting l'envoie se roder en débutant avec l'équipe réserve dans le Championnat du Portugal de football D2, contre le Clube Desportivo das Aves. Il dispute l'intégralité de la rencontre, et surtout, ouvre le score d'une magnifique frappe à la 30e minute.

### En sélection
International dans les catégories de jeune de l'équipe d'Argentine de football, il a notamment pris part au Championnat des moins de 17 ans de la CONMEBOL 2011 (où l'Argentine finira troisième) ainsi qu'à la Coupe du monde de football des moins de 17 ans 2011. Durant cette dernière, il ouvre le score en phase de groupes contre la Jamaïque à la 23e minute. Sa sélection se qualifie pour les huitièmes de finale mais elle y échouera aux tirs au but face à l'Angleterre. Il fut également convoqué avec les moins de 20 ans, notamment pour les matchs de préparation pour le Championnat des moins de 20 ans de la CONMEBOL 2013 mais le sélectionneur Marcelo Trobbiani ne l'a finalement pas convoqué pour la phase finale de la compétition.

## Statistiques
| Saison      | Club                    | Pays      | Championnat      | Championnat | Championnat | Coupes nationales | Coupes nationales | Coupe d'Europe | Coupe d'Europe | Coupe d'Europe | Total  | Total |
| Saison      | Club                    | Pays      | Division         | Matchs      | Buts        | Matchs            | Buts              | Type           | Matchs         | Buts           | Matchs | Buts  |
| ----------- | ----------------------- | --------- | ---------------- | ----------- | ----------- | ----------------- | ----------------- | -------------- | -------------- | -------------- | ------ | ----- |
| 2011 - 2012 | Estudiantes de La Plata | Argentine | Primera División | 3           | 0           | -                 | -                 | -              | -              | -              | 3      | 0     |
| 2012 - 2013 | Estudiantes de La Plata | Argentine | Primera División | 16          | 0           | -                 | -                 | -              | -              | -              | 16     | 0     |
| 2013 - 2014 | Estudiantes de La Plata | Argentine | Primera División | 35          | 0           | -                 | -                 | -              | -              | -              | 35     | 0     |
| 2014 - 2015 | Sporting CP             | Portugal  | Liga             | -           | -           | -                 | -                 | C1             | -              | -              | -      | -     |

Dernière mise à jour le 29 août 2014.

## Palmarès

### Avec leSporting Lisbonne
- Vainqueur de la Coupe du Portugal en 2015
- Vainqueur de la Supercoupe du Portugal en 2015

### AvecBoca Juniors
- Champion d'Argentine en 2017